# Maravillas Rojo

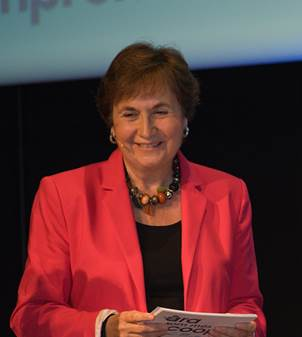
Maravillas Rojo, Presidenta de Abacus

Maravillas Rojo Torrecilla (Barcelona, Cataluña, 9 de noviembre de 1950).
Es Licenciada en Ciencias Políticas, Económicas y Comerciales por la Universidad de Barcelona 1973 y Senior Executive (Programa de Dirección general) por ESADE.
Fue directora del INEM (instituto Nacional de Empleo) de la provincia de Barcelona entre 1991 y 1995. 
Fue Teniente de alcalde y concejal del Ayuntamiento de Barcelona, desde 1995 al 2007, responsable de las áreas de promoción económica, empleo, comercio, turismo e innovación.
Fue presidenta de Barcelona Activa, la Agencia de Desarrollo Local del Ayuntamiento de Barcelona, promovió su renovación y la situó como un referente local e internacional en materia de empleo, iniciativa emprendedora y crecimiento empresarial.
Desde la participación en órganos de dirección e instituciones vinculadas al desarrollo económico, entre ellas Puerto de Barcelona, Mercabarna, el Plan Estratégico Metropolitano, la Feria de Muestras de Barcelona, el distrito 22@ de Barcelona, o la sociedad de capital riesgo “Barcelona Empren”, ha participado e influido en las políticas de innovación, promoción económica y empleo de la ciudad de Barcelona.
Presidió la red internacional “Cité des Métiers”, incorporando innovadores sistemas de orientación profesional y en el año 2001 fue seleccionada para participar en el programa de Memorial Fellowship liderando un equipo interdisciplinar en el ámbito de la promoción económica y el empleo.
Secretaria General de Empleo del Ministerio de Trabajo e Inmigración de abril del octubre del 2010, desde donde dirigió las áreas de relaciones laborales y seguridad y salud en el trabajo, los servicios de empleo, la economía social y el trabajo autónomo, la responsabilidad social empresarial, el Fondo Social Europeo, y el FOGASA.
De 2011 a 2015 fue directora de programas de emprendimiento social y cooperativo en la Dirección General de Economía Social de la Generalitat de Catalunya.
Del 2004 al 2018 fue Secretaria General del CIDEU (Centro Iberoamericano de Desarrollo Estratégico Urbano), compartiendo conceptos y metodologías desarrollados a lo largo de su carrera en diferentes entornos de América Latina, en torno al Pensamiento, la Planificación y los proyectos Estratégicos Urbanos.
Es presidenta de Abacus, una cooperativa integral con personas socias consumidoras (más de un millón), y personas socias de trabajo (más de 580). Desde 1968 Abacus promueve la educación y la cultura para construir un mundo mejor. Actualmente, la cooperativa actúa en tres ámbitos: Abacus librerías (47 librerías en Cataluña, Comunidad Valenciana e Islas Baleares). Abacus Educación, un instrumento al servicio de la comunidad educativa, y Abacus Futur: creación de contenidos editoriales, peridodísticos y audiovisuales.  
Ha impartido numerosos cursos, seminarios y conferencias en el ámbito del desarrollo local, la iniciativa emprendedora, la economía social y las estrategias urbanas. 
Ha publicado “Aprender con las ciudades Estrategias para ganar el futuro” junto a Pedro Acebillo en  Editorial Octaedro.
Ha recibido el premio a la trayectoria profesional del Diari Ara en el 2015, de la FIDEM (Fundación Internacional de Mujeres Emprendedoras) en el 2016; y de Respon.cat, el orgamnismo para la RSE en Cataluña, en el 2023. 